# Manny Banuelos
Pour les articles homonymes, voir Bañuelos.
Manuel Banuelos (né le 13 mars 1991 à Gómez Palacio, Durango, Mexique) est un lanceur gaucher des de la Ligue majeure de baseball.

## Carrière

### Yankees de New York
Manny Banuelos fait partie d'un groupe de quatre jeunes joueurs du Mexique, incluant Alfredo Aceves, mis sous contrat pour 450 000 dollars US au total par les Yankees de New York en 2008. Il amorce sa carrière professionnelle la même année en ligues mineures avec un club affilié des Yankees. Banuelos s'impose rapidement comme l'un des lanceurs promis à un bel avenir, et avec Dellin Betances est la pierre angulaire de la stratégie des Yankees pour la relève au monticule. Banuelos se classe à deux reprises parmi les 50 meilleurs espoirs du baseball professionnel selon Baseball America, qui le classe au 41e rang de son palmarès annuel avant la saison 2011, puis en 29e position en 2012.
En 2009, il participe au match des étoiles du futur à Saint-Louis. Au camp d'entraînement des Yankees de New York en 2011, le légendaire Mariano Rivera qualifie Banuelos de « meilleur prospect » qu'il ait vu. Les Yankees envisagent d'ailleurs de le faire sauter du niveau Double-A des ligues mineures directement aux majeures pour le dernier droit de la saison 2011, mais décident finalement de plutôt le faire graduer au niveau Triple-A pour terminer l'année.
Après le match du 18 mai 2012 pour les Yankees de Scranton, Manny Banuelos subit une opération Tommy John au coude et sa convalescence lui fait manquer toute la saison 2013. À son retour dans les mineures en 2014, il est inefficace, comme en fait foi sa moyenne de points mérités de 4,11 en 76 matchs.

### Braves d'Atlanta
Le 1er janvier 2015, les Yankees de New York échangent Manny Banuelos aux Braves d'Atlanta contre le lanceur droitier David Carpenter et le gaucher Chasen Shreve.
Banuelos fait ses débuts dans le baseball majeur le 2 juillet 2015 comme lanceur partant des Braves d'Atlanta face aux Nationals de Washington. Il n'accorde aucun point et seulement deux coups sûrs, en plus de réussir 7 retraits sur des prises en 5 manches et deux tiers de travail. Mais il quitte la match prématurément après avoir atteint Denard Span et Danny Espinosa en 6e manche, souffrant de crampes et deshydratation.
Il apparaît dans 7 matchs des Braves en 2015, dont 6 comme lanceur partant.  Il remporte une victoire contre 4 défaites et affiche une moyenne de points mérités de 5,13 en 26 manches et un tiers lancées.